# Митай, Марио
Ма́рио Мита́й (алб. Mario Mitaj; родился 6 августа 2003) — албанский футболист, защитник и сборной Албании и клуба «Аль-Иттихад». Участник чемпионата Европы 2024.

## Клубная карьера
Воспитанник греческого клуба АЕК. В августе 2018 года подписал свой первый профессиональный контракт с клубом. 18 октября 2020 года дебютировал в основном составе АЕК в матче греческой Суперлиги против клуба ПАОК.
27 августа 2022 года перешёл в московский «Локомотив», заключив контракт на пять лет.
3 сентября 2024 года ушёл в платную аренду в саудовский «Аль-Иттихад» за 1,2 млн евро, а в феврале 2025 года был выкуплен за 4 млн евро.

## Карьера в сборной
Выступал за сборные Албании до 16, до 17 лет и до 21 года. 31 марта 2021 года дебютировал за главную сборную Албании в матче против сборной Сан-Марино. На момент дебюта ему было 17 лет и 237 дней — он стал самым молодым игроком в истории сборной Албании.